# مارينلا (باد كاليه)
مارينلا، باد كاليه (بالفرنسية: Marenla)‏ هي بلدية تقع في إقليم باد كاليه من منطقة نور با دو كاليه في شمال فرنسا. تبلغ مساحة هذه المدينة 10.04 (كم²)، وترتفع عن سطح البحر 24 م، يبلغ عدد سكانها 224 نسمة حسب إحصاء المعهد الوطني للإحصاء والدراسات الاقتصادية سنة 2009 م. وترأس Jacqueline Rouze البلدية خلال فترة (2008-2014).